# Lago Ilmen
O Ilmen (em russo:Ильмень), é um importante lago situado no Oblast de Novgorod na Rússia. A cidade de Novgorod, está situada a 6 km do desague do lago. 
Sua extensão é de 982 km² (variando desde 733 até 2.090 km²). 
O nível da agua é regulado pela Usina hidrelétrica de Volkhov, situada corrente abaixo do rio Volkhov. A temperatura da água em Julho é de 19-20 °C. As rotas marítimas são Novgorod–Staraya Russa e Novgorod–Shimsk.
1. ↑  «Lake Ilmen»